# Sarah Hagen
Sarah Hagen (* 18. November 1989 in Appleton, Wisconsin) ist eine ehemalige US-amerikanische Fußballspielerin.

## Karriere

### Vereine
Hagen begann bereits im Alter von fünf Jahren mit dem Fußballspielen – gemeinsam mit Freunden – in einem Jungenteam.
An der University of Wisconsin–Milwaukee spielte sie für die UWM Panthers in der Horizon League, in der sie in 65 Spielen 67 Tore erzielte und 17 vorbereitete. Nach dem College spielte sie für die FC Milwaukee Nationals in der WPSL und war in acht Spielen zwölfmal erfolgreich.
In der Winterpause der Saison 2011/12 wechselte Hagen gemeinsam mit ihrer Landsfrau Niki Cross zum FC Bayern München. „Angesichts der Langzeitverletzten, der schwierigen Situation in der Liga und den großen Pokal-Halbfinal-Chancen wollen wir neue Optionen haben und Akzente setzen.“ Mit diesen Worten der Managerin der Damenmannschaft des FC Bayern München, Karin Danner, wurde die in der Winterpause getätigte Verpflichtung von Hagen und Cross begründet.
Am 26. Februar 2012 (13. Spieltag) debütierte sie beim 3:0-Sieg im Heimspiel gegen den SC Freiburg und krönte ihren Einstand mit zwei Toren. Am 12. Mai 2012 gewann sie mit den Bayern den DFB-Pokal durch ein 2:0 im Endspiel gegen den 1. FFC Frankfurt; Hagen erzielte dabei den ersten Treffer. Ihr Engagement in München überdauerte den bis zum 30. Juni 2012 datierten Vertrag, da die US-Profiliga WPS ihren Spielbetrieb kurz vor Saisonbeginn 2012 eingestellt hatte (Hagen war ursprünglich beim WPS-Draft von der Mannschaft der Philadelphia Independence verpflichtet worden). Zum Saisonende 2013/14 verließ sie den FC Bayern München und wechselte zum US-amerikanischen Erstligisten FC Kansas City. Am 31. August 2014 gewann sie mit der Mannschaft das Finale um die US-amerikanische Meisterschaft mit 2:1 gegen den Seattle Reign FC. Am 25. Oktober 2015 wurde die Stürmerin zum NWSL-Neuling Orlando Pride getradet, bevor sie am 7. April 2017 freigestellt wurde. Wenige Tage später wechselte Hagen zur Franchise der Houston Dash, ehe sie zum Saisonende 2017 ihre Karriere beendete. Anfang 2018 wechselte sie in den Trainerstab des Nachwuchses von Orlando City.

### Nationalmannschaft
Hagen bestritt zwischen 2010 und 2012 sieben Länderspiele für die US-amerikanische U-23-Auswahlmannschaft. Ihr Debüt gab sie am 7. Juli 2010 beim 3:0-Sieg gegen die Auswahl Englands. Zwei Tage später musste sie mit der Mannschaft eine 1:2-Niederlage gegen die Auswahl Norwegens hinnehmen. Gegen die Auswahl Norwegen erzielte sie am 17. Juni 2011 bei der 2:3-Niederlage mit dem Treffer zum zwischenzeitlichen 2:2 in der 76. Minute auch ihr erstes Länderspieltor. Am 19. Juni 2011 gelangen ihr beim 4:0-Sieg gegen die Auswahl Schwedens erstmals zwei Tore in einem Länderspiel. Am 7. März 2014 debütierte sie in der A-Nationalmannschaft, die im Turnier um den Algarve-Cup mit 0:1 gegen die Auswahl Schwedens verlor, als sie in der 80. Minute für Abby Wambach eingewechselt wurde.

## Erfolge
- DFB-Pokal-Siegerin 2012
- US-amerikanischer Meister 2014, 2015